# Agota Kristof
Agota Kristof (en hongarès Kristóf Ágota) (Köszeg, Hongria, 30 d'octubre de 1935 - Neuchâtel, 27 de juliol de 2011), fou una escriptora hongaresa, que va viure a Suïssa i escrivia en francès. El 2001 va guanyar el premi Gottfried Keller a Suïssa i el Premi austríac de literatura europea el 2008.

## Biografia
Als 21 anys Agota Kristof abandonà el seu país, Hongria, quan l'exèrcit soviètic reprimí la insurrecció de Budapest. Ella, amb el seu marit i la filla de 4 mesos, fugiren cap a Suïssa, a Neuchâtel, localitat on va residir a partir de 1956. La seva obra està marcada per aquesta immigració forçada. Abans de començar a escriure en francès, la seva llengua d'adopció, va treballar en una fàbrica.
En els seus inicis com a dramaturga va aconseguir un gran èxit amb la seva trilogia sobre la història de dos bessons, que s'ha traduït a moltes llengües. Va rebre el Prix du Livre européen pel primer llibre, Le Grand Cahier, el 1987, i el Prix du Livre Inter, pel tercer, Le Troisième Mensonge, el 1992.
Va morir el 27 de juliol de 2011 a casa seva, a Neuchâtel (Suïssa).

## Obra

### Teatre
- John et Joe (1972)
- La clé de l'ascenseur (1977)
- Un rat qui passe (1972, versió definitiva 1984)
- L'heure grise ou le dernier client (1975, versió definitiva 1984)
- Le monstre et autres pièces  (2007)

### Novel·la
- Le Grand Cahier (1986), Prix du Livre européen, trad. al català com a El gran quadern (dins de Trilogia de Claus i Lucas).
- La Preuve (1990), trad. al català com a La prova (dins de Trilogia de Claus i Lucas).
- Le Troisième Mensonge (1992), Prix du Livre Inter, trad. al català com a La tercera mentida (dins de Trilogia de Claus i Lucas).
- Hier (1995), trad. al català com a Ahir.
- L'Analphabète (2004), trad. al català com a L'analfabeta.
- C'est égal  (2005)
- Où es-tu Mathias ?  (2006)

## Traduccions al català
- El Gran quadern, traducció de Sergi Pàmies. Barcelona: La Magrana, 1989. ISBN 978-84-7410-416-5.
- La Prova, traducció de Sergi Pàmies. Barcelona: La Magrana, 1990. ISBN 978-84-7410-503-2.
- L'Hora grisa, o, L'últim client ; John i Joe, traducció de Sergi Pàmies. Barcelona: La Magrana, 2000. ISBN 978-84-8264-243-7.
- L'analfabeta, traducció de Montserrat Solé Serra. Barcelona: Laertes, 2005. ISBN 978-84-7584-553-1.
- Trilogia de Claus i Lucas, traducció de Sergi Pàmies. Barcelona: La Magrana, 2007. ISBN 978-84-8966-285-8.
- Ahir, traducció de Jordi Rourera Peret. Barcelona: Empúries, 2009. ISBN 978-84-9787-403-8.

## Premis i reconeixements
- Premi austríac de literatura europea